# Świerczyna, Hạt Drawsko
Świerczyna [ɕfjɛrˈt͡ʂɨna] (tiếng Đức: Groß Linichen) là một ngôi làng thuộc khu hành chính của Gmina Wierzchowo, thuộc quận Drawsko, West Pomeranian Voivodeship, ở phía tây bắc Ba Lan. Nó nằm khoảng 12 kilômét (7 mi) về phía đông của Wierzchowo, 34 km (21 mi) về phía đông của Drawsko Pomorskie và 113 km (70 mi)  về phía đông của thủ đô khu vực Szczecin.
Trước năm 1945, khu vực này là một phần của Đức. Đối với lịch sử của khu vực, xem Lịch sử của Pomerania.
Ngôi làng có dân số 850 người.